# Landsberg, Sachsen-Anhalt
Landsberg är en stad i Saalekreis i förbundslandet Sachsen-Anhalt i Tyskland.